# Österreichische Physikalische Gesellschaft
Österreichische Physikalische Gesellschaft (ÖPG; dansk: Østrigs Fysisk Selskab) er foreningen for fysikere i Østrig. Til unge fysikere uddeler selskabet hvert år en pris, der veksler mellem Ludwig-Boltzmann-Preis for teoretisk fysik og Fritz-Kohlrausch-Preis for eksperimentalfysik.
De østrigske fysikere var oprindeligt medlem af det tyske fysiske selskab, men til en fysikkonference d. 13. december 1950 i Graz blev det besluttet at oprette et østrigsk selskab. Til den første generalforsamling i 1951 blev Fritz Kohlrausch valgt til formand.
Selskabet er medlem af European Physical Society.